# 迟宝荣
迟宝荣（1943年—），汉族，中华人民共和国政治人物、第十一届全国政协委员。
加入九三学社，担任吉林大学医学部学位委员会主任、博士生导师。2008年，当选第十一届全国政协委员，代表医药卫生界，分入第四十六组。